# Michele Soavi
Michele Soavi (ur. 3 lipca 1957 w Mediolanie) − włoski reżyser, aktor i scenarzysta filmowy.

## Życiorys
Rozpoczął karierę w świecie filmu u boku reżysera Joe D’Amato. Następnie współpracował z Lambertem Bavą i Dario Argento. Pierwszym wyreżyserowanym przez Soaviego filmem była Deliria z 1987, slasher, który wygrał Festival di Avoriaz. Kolejnym filmem była La chiesa z 1989 według scenariusza Dario Argento. W tym samym roku reżyserował drugą część Przygód barona Munchausena, której produkcję powierzono Terry'iemu Gilliamowi. W 1991 Soavi nakręcił horror La setta.
W 1994, uznany za spadkobiercę Dario Argento wyreżyserował Dellamorte Dellamore na podstawie powieści Tiziano Sclaviego, autora komiksu o Dylanie Dogu. Film nie spotkał się z dobrym przyjęciem. Soavi porzucił świat kina na rzecz telewizji i reklamy. Reżyserował seriale, które zdobywały szeroką publiczność. W 2002 zrealizował dla telewizji film biograficzny o popularnym we Włoszech świętym Franciszku z Asyżu pt. Francesco, w którym w rolę Biedaczyny wcielił się Raoul Bova.
Do tworzenia filmów kinowych powrócił w 2006, reżyserując Arrivederci amore, ciao na podstawie powieści Massimo Carlotto. Dwa lata później nakręcił Il sangue dei vinti na podstawie powieści włoskiego pisarza Giampaolo Pansy. W obu tych obrazach zagrał Michele Placido. W lipcu 2010 podczas Roma Fiction Fest zaprezentował swoją nową produkcję serialową zrealizowaną dla kanału Rai Uno pod roboczym tytułem La Narcotici. W filmie występują Gedeon Burkhard i Stefano Dionisi.